# Alexandre Blanc
Pour les articles homonymes, voir Blanc (homonymie).
Alexandre Marius Henri Blanc, né le 14 septembre 1874 à Camps-la-Source et mort le 26 août 1924 à Alfortville en France, est un instituteur, syndicaliste et homme politique français. Il est député de l'arrondissement d'Orange dans le département de Vaucluse au début du XXe siècle.

## Biographie

### Instituteur devenu député
Fils d'un boulanger, Alexandre Blanc est élève-maître à l'École normale d'Avignon de 1890 à 1893. Puis, jusqu'en 1906, il est instituteur dans le Vaucluse. En 1903, il est secrétaire du troisième congrès des Amicales d'instituteurs, qui se tient à Marseille. Deux ans plus tard, il est signataire du Manifeste des instituteurs syndicalistes en qualité de membre du conseil fédéral des instituteurs du Vaucluse. Il milite également à la Libre Pensée du Vaucluse qu'il représente, en 1904, au congrès de la Libre Pensée du Var, au Luc-en-Provence.
Dès 1900, il a rejoint la Fédération socialiste du Vaucluse, au lendemain de son congrès d'Avignon, au cours duquel elle rompt avec le Parti ouvrier français et devient autonome.
Alexandre Blanc, à partir de 1903, va jouer un rôle déterminant dans cette Fédération et en devenir, en 1904 au congrès de Cavaillon, le secrétaire général. Bientôt, la Fédération adhère au Parti socialiste français et Blanc la met en contact avec la Fédération locale adhérente au Parti socialiste de France. Vite, l'unité se réalise et Pierre Vaillandet du Parti socialiste de France devient le premier secrétaire de la Fédération unifiée. Mais, lorsque, bientôt, il est déplacé à Bordeaux, Blanc lui succède. C'est lui qui représente la Fédération du Vaucluse aux congrès du Parti socialiste de Limoges, en 1906, et de Saint-Étienne, en 1909.
En 1906, les groupes de l'arrondissement d'Orange le présentent aux élections législatives. Il reçoit, selon le Journal des instituteurs, « l'appui moral et pécuniaire de l'Amicale » des instituteurs. Élu au congrès fédéral de Pertuis dans le Vaucluse, Blanc abandonne le secrétariat de la Fédération. Non réélu en 1910, il retrouve son siège en 1914. Durant ces deux législatures, il siège à la Commission de l'Enseignement et des Beaux-Arts. 
Au total, il exécute trois mandats de député : 
- 20 mai 1906	au 31 mai 1910 : Socialistes unifiés
- 10 mai 1914	au 7 décembre 1919 : Parti socialiste
- 16 novembre 1919 au 31 mai 1924 : Parti socialiste, puis Parti communiste (SFIC)

### De l'opposition à la guerre au Comité directeur du Parti communiste

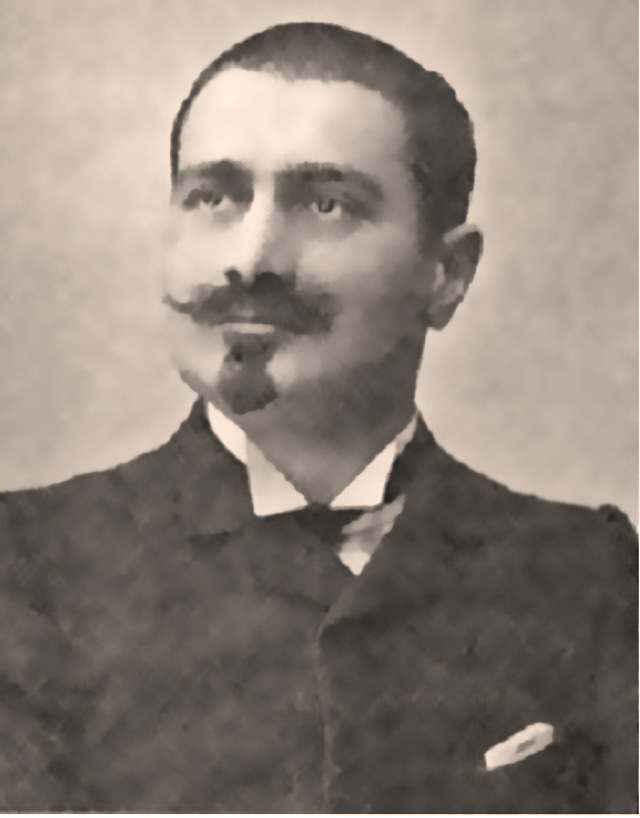
Alexandre Blanc en 1915.

Alexandre Blanc se révèle un adversaire de la politique pratiquée par le parti socialiste Section française de l'Internationale ouvrière au cours de la Première Guerre mondiale. En 1914, son programme électoral évoque déjà son choix de mettre en œuvre le programme intégral du Parti, en premier lieu, l'entente internationale des travailleurs. Après la naissance, en 1915, d'un courant minoritaire dans le Parti, en Haute-Vienne, qui met fin à l'unanimité dans la SFIO face à la guerre, Blanc est un de ceux qui participent, en 1916, à la conférence socialiste internationale de Kiental, en Suisse.
Il est alors convoqué par la Commission administrative permanente du Parti. Alexandre Blanc répond notamment qu'il agit en harmonie avec les décisions des congrès internationaux. La Fédération du Vaucluse se solidarise avec lui. Bientôt, Blanc appartient au Comité pour la défense du socialisme international et signe l'appel qu'adresse ce comité aux Fédérations socialistes. Par ailleurs, il combat toute participation ministérielle du Parti socialiste. 
La paix revenue, la Fédération du Vaucluse le place en tête de liste pour les élections de 1919. Il est réélu. L'année suivante, il participe au congrès socialiste de Strasbourg. Il est élu au conseil d'administration du Populaire. Au nom du Comité de la troisième Internationale, il se prononce pour la Résolution d'adhésion à celle-ci et signe la motion Cachin-Frossard qui va dans ce sens. Au congrès de Tours, en décembre 1920, il est assesseur lors d'une séance. 42 mandats de Vaucluse sur 46 sont en faveur de l'adhésion. Blanc est élu au Comité directeur du Parti communiste (PC, actuel Parti communiste français).
Le 11 janvier 1921 au Palais Bourbon, il gifle le député royaliste Léon Daudet qui riposte par un coup de poing,.
Le premier secrétaire général du PC, Ludovic-Oscar Frossard disait de lui que « toutes les cigales du Midi chantaient dans sa gorge ». Malade, il ne se représente pas aux élections de 1924. Il meurt durant l'été de cette année.